# Císařovna Sun
Císařovna Sun (čínsky pchin-jinem Sūn huánghòu, znaky zjednodušené 孙皇后, tradiční 孫皇后, † 1462), příjmením Sun (čínsky pchin-jinem Sūn, znaky zjednodušené 孙, tradiční 孫), zkráceným posmrtným jménem císařovna Siao-kung-čang (čínsky v českém přepisu Siao-kung-čang chuang-chou, pchin-jinem Xiàogōngzhāng huánghòu, znaky 孝恭章皇后), byla v letech 1428–1435 mingská císařovna, manželka Süan-teho, císaře čínské říše Ming.

## Život
Císařovna Sun pocházela z okresu Cou-pching (dnes v městské prefektuře Pin-čou) v provincii Šan-tung. Její otec, Sun Cou-čung (孫鄒忠) byl úředník (registrátor dokumentů, čínsky: ču-pu, 主簿) v okresním úřadě Jung-čchengu (okres dnes leží v městské prefektuře Šang-čchiou v provincii Che-nan). Roku 1417 se stala jednou z konkubín (嬪, pchin) Ču Čan-ťiho, tehdy nejstaršího syna následníka trůnu čínské říše Ming. Roku 1425, když se Ču Čan-ťi stal císařem (známý je jako císař Süan-te), povýšil ji na vznešenou manželku (貴妃, kuej-fej). Roku 1424 s ním měla dceru, princezna Čchang-te a roku 1427 syna Ču Čchi-čena, pozdějšího císaře Jing-cunga. Süan-teho hlavní manželka a císařovna, paní Chu zůstala bezdětná, proto ji roku 1428 zbavil postavení a na uvolněné místo císařovny dosadil paní Sun.
Po brzkém úmrtí Süan-teho a nástupu malého Jing-cunga roku 1435 se stala císařovnou vdovou (皇太后, chuang-tchaj-hou), v moci a vlivu na pekingském dvoře však byla zastíněna matkou Süan-teho, velkou císařovnou vdovou Čang.
Po zajetí Jing-cunga Mongoly a nástupu jejího nevlastního syna Ťing-tchaje na trůn byla v prosinci 1449 jmenována císařovnou vdovou Šang-šeng (上聖皇太后, Šang-šeng chuang-tchaj-hou). S návratem Jing-cunga na trůn roku 1457 obdržela honosnější titul císařovna vdova Šeng-lie-cch’-šou (圣聖烈慈壽皇太后, Šeng-lie-cch’-šou chuang-tchaj-hou).
Zemřela roku 1462.